# Egesina cleroides
Egesina cleroides là một loài bọ cánh cứng trong họ Cerambycidae.